# Dorothea Fairbridge
Dorothea Ann Fairbridge, née au Cap le 27 mars 1862 et morte dans la même ville le 25 août 1931, est une romancière sud-africaine de langue afrikaans et anglaise.
Outre son travail littéraire, Dorethea Ann Fairbridge est également connue pour avoir fondé et animé la Guild of Loyal Women en 1900, une association caritative féminine qui s'est essentiellement consacrée à l'entretien des tombes des soldats britanniques tués lors de la seconde guerre des Boers.

## Œuvres

### Romans
- That Which Hath Been (1910)
- Piet of Italy (1913)
- The Torch Bearer (1915)

### Études historiques
- History of South Africa (1917)
- Historic Houses of South Africa (1922)
- Historic Farms of South Africa (1932)

### Guides de voyage
- Along Cape Roads (1928)
- The Pilgrim's Way in South Africa (1928)